# Hong Jinquan
Hong Jinquan (en chino: 洪金权; 23 de marzo de 2003) es un deportista de China que compite en natación. Ganó tres medallas en los Juegos Olímpicos de la Juventud de 2018, oro en 4 × 100 m estilos mixto, plata en 4 × 100 m estilos y bronce en 4 × 100 m libre mixto.